# Vriesea goniorachis
Vriesea goniorachis là một loài thuộc chi Vriesea. Đây là loài đặc hữu của Brasil.